# 索因斯科耶湖
56°20′32″N 29°14′56″E / 56.34222°N 29.24889°E
索因斯科耶湖（俄语：Соинское），是俄羅斯的湖泊，位於該國西北部，由普斯科夫州負責管轄，處於普斯托什卡區，面積2.2平方公里，集水區面積25.81平方公里，平均水深3.27米，最大水深6米。